# Emilio Carballido
Emilio Carballido Fentanes (Córdoba, Veracruz, 22 de mayo de 1925 - Xalapa, Veracruz, 11 de febrero de 2008) fue un escritor y dramaturgo mexicano.
Fue hijo de Francisco Carballido y de Blanca Rosa Fentanes. Inició sus estudios en la Facultad de Derecho de la Universidad Nacional Autónoma de México (UNAM), pero al descubrir el teatro de Xavier Villaurrutia comenzó a asistir a la Facultad de Filosofía y Letras, en donde concluyó una maestría en Letras especializado en Arte Dramático y Letras Inglesas. Fue discípulo de Rodolfo Usigli, y Celestino Gorostiza.
Fue subdirector de la Escuela de cine de la Universidad Veracruzana y director y profesor de la Escuela Nacional de Arte Teatral (ENAT) del Instituto Nacional de Bellas Artes (INBA), impartió cursos especiales de teatro en colegios y universidades de Estados Unidos, del Caribe, Centroamérica y Sudamérica, donde obtuvo premios y menciones especiales. Dirigió desde 1975 la revista Tramoya de la Universidad Veracruzana (UV). Artista Emérito del Sistema Nacional de Creadores de Arte del Fondo Nacional para la Cultura y las Artes.
Gran impulsor de actividades artísticas y culturales, condujo varios talleres donde se formaron nuevos dramaturgos, como los que tuvo en el Instituto Politécnico Nacional (IPN) y la Universidad Autónoma Metropolitana (UAM). Colaboró con la Universidad Veracruzana, la cual lo nombró doctor honoris causa, El Colegio de Bachilleres, la Universidad Autónoma Metropolitana, el Instituto Nacional de Bellas Artes donde fue director de la Escuela de Arte Teatral.
Autor de una extensa obra literaria: tomos de cuentos, nueve novelas, antologías de teatro joven de México, de teatro infantil y Le Théâtre Mexicain; ha escrito cerca de cien obras teatrales, guiones para cine y televisión, ha sido director de escena, con obras propias y ajenas. En el Instituto Politécnico Nacional tuvo un taller de composición dramática donde condujo la formación de nuevos dramaturgos.
Perteneció al brillante grupo de artistas conocido como Generación de la década de 1950, con compañeros como Sergio Magaña, Jorge Ibargüengoitia, Luisa Josefina Hernández, Rosario Castellanos, Jaime Sabines y Sergio Galindo entre otros.
Se dio a conocer como dramaturgo con la obra Rosalba y los llaveros, estrenada en el Palacio de Bellas Artes en 1950, con dirección de Salvador Novo; le siguieron éxitos teatrales como: Un pequeño día de ira (1961), ¡Silencio Pollos pelones, ya les van a echar su maíz! (1963), Te juro Juana que tengo ganas (1965), Yo también hablo de la rosa (1965), Acapulco los lunes (1969), Las cartas de Mozart (1974), Rosa de dos aromas (1986) y otras.
Algunas de sus obras han sido llevadas al cine: Rosalba y los llaveros en 1954, Felicidad en 1956, Las visitaciones del diablo (novela) en 1967, La danza que sueña la tortuga en 1975, El Censo en 1977, Orinoco en 1984, Rosa de dos aromas en 1989. El mismo Carballido comenzó a escribir guiones cinematográficos en 1957 (La torre de marfil, en colaboración con Luisa Josefina Hernández) y tiene más de 50 películas en su haber, incluyendo su colaboración en el filme de Cuentos que no son cuentos  de Adam Sandler.
Su obra se ha presentado en diversos países como España, Alemania, Francia, Bélgica, Israel, Colombia, Venezuela, Irán, Estados Unidos.
Ha colaborado en numerosas publicaciones como América, México en el Arte, La Palabra y el Hombre, Tramoya, El Nacional, El Hombre.
Escribió también un libreto de ópera en un acto, Misa de seis puesta en música por Carlos Jiménez Mabarak. La ópera fue estrenada en el Palacio de las Bellas Artes en 1965.
En 2002 sufrió una trombosis anal, razón por la cual permaneció por más de un mes en el hospital ABC, a pesar de haber perdido parte de su movimiento motriz, continuó su actividad literaria. Murió el 11 de febrero de 2008 de un ataque al miocardio y se le rindió homenaje en el Teatro del Estado que en su honor ahora lleva su nombre: "Teatro Emilio Carballido". Sus restos mortales fueron sepultados en el Mausoleo de los Veracruzanos Ilustres, en Xalapa. Tras su muerte volvió la controversia sobre el lugar de su nacimiento: él siempre se dijo cordobés aunque otros aseguran que en realidad era orizabeño. El 13 de febrero es considerado "día de luto estatal" en memoria del dramaturgo.

## Festival Emilio Carballido
Se realiza anualmente en el mes de agosto en la ciudad de Córdoba (Veracruz),  y nace como un homenaje a este dramaturgo mexicano.

## Premios y distinciones
- Beca del Instituto Rockefeller.
- Beca del Centro Mexicano de Escritores.
- Premio por el periódico El Nacional en 1954.
- Premio Casa de las Américas por Un pequeño día de ira, en La Habana en 1962.
- Premio “Juan Ruiz de Alarcón” en 1983.
- Premio Ollantay, por su revistra de teatro Tramoya en Caracas en 1983.
- Doctor honoris causa por la Universidad Veracruzana en 1992.
- Premio Nacional Ciencias y Artes en el área de Lingüística y Literatura por el gobierno federal mexicano en 1996.
- Dos Arieles 1972 por el argumento y guion de El águila descalza que dirigió Alfonso Arau.
- Ariel de Oro por su trayectoria cinematográfica.[2]

## Teatro (lista completa)
- Rosalba y los llaveros (habla sobre una visita con muchas personas)
- El niño que no existía
- Un pequeño día de ira (Premio Casa de las Américas)
- La secta maldita
- El viaje de Nocresida
- El suplicante
- ¿Quién Anda Ahí?
- El día que se soltaron los leones
- Pastores de la ciudad
- La triple porfía
- Guillermo y el nahual
- La zona intermedia
- La sinfonía doméstica
- Sala de espera
- Las palabras cruzadas (La danza que sueña la tortuga)
- La hebra de oro
- Felicidad
- El relojero de Córdoba
- Homenaje a Hidalgo
- ¡Silencio pollos pelones, ya les van a echar su maíz!
- Yo también hablo de la rosa
- Te juro Juana que tengo ganas
- Medusa
- Almanaque de Juárez
- Un vals sin fin por el planeta (que habla sobre las relaciones humanas)
- Acapulco los lunes
- El día que se soltaron los leones
- Una rosa con otro nombre
- La pesadilla
- Fotografía en la playa
- Tiempo de ladrones
- Ceremonia en el templo del tigre
- Rosa de dos aromas
- Los esclavos de Estambul.
- Un cuento de Navidad.
- El censo
- Delicioso domingo.
- La danza que sueña la tortuga (1955)
- Orinoco
- Escrito en el cuerpo de la noche
- La prisionera
- Los conmemorantes
- ¡Únete pueblo!
- La muerte del pobre
- El final de un idilio
- La miseria
- Los dos catrines
- El Mar y sus Misterios´´